# 夏斯尼夫卡 (赫梅利尼茨基州)
49°42′54″N 26°14′10″E / 49.71500°N 26.23611°E
什恰斯尼夫卡（烏克蘭語：Щаснівка）是位於烏克蘭西部的村莊，由赫梅利尼茨基州裡赫梅利尼茨基區的沃洛奇斯克市鎮負責管轄。該村始建於1532年，面積2.86平方公里，海拔高度301米，2001年人口818，人口密度每平方公里286人。